# Santiago Malgosa
Santiago Malgosa Morera (Terrassa, 25 luglio 1956) è un ex hockeista su prato spagnolo, vincitrice dell'argento olimpico a Mosca 1980, dove perse la finale contro l'India.
Venne convocato anche per i successivi Giochi olimpici di Los Angeles 1984, dove la selezione spagnola si classificò ottava.
Nel 1979 vinse l'argento ai VIII Giochi del Mediterraneo di Spalato, in Croazia, perdendo la finale contro la Jugoslavia.
É fratello di Kim Malgosa e cugino di Juan Malgosa, entrambi hockeisti su prato della Nazionale spagnola

## Palmarès
- Giochi olimpici

Mosca 1980: argento.
- Giochi del Mediterraneo

Spalato 1991: argento.